# Arroz y tartana (Serie TV)
Arroz y tartana es una miniserie de televisión de dos episodios basada en la novela homónima del escritor valenciano Vicente Blasco Ibáñez y dirigida por José Antonio Escrivá. Se emitió el 19 de noviembre de 2003.
Los papeles principales están interpretados por Carmen Maura y José Sancho. Por la interpretación en esta serie, Carmen Maura obtuvo en el 2004 la Ninfa de oro en el Festival de Montecarlo.

## Sinopsis
La serie se desarrolla en Valencia, sobre el año 1900. Doña Manuela de Fora (Carmen Maura), una mujer elegante, viuda de Pajares, vive con la única obsesión de casar bien a sus hijas: Concha (Blanca Jara) y Amparo (Gretel Stuyck), fruto de su segundo matrimonio. Juanito (Eloy Azorín) fue fruto de su primer matrimonio con un comerciante con el que se casó por despecho, pero le menosprecia por querer ser también comerciante, como su padre. Y además, este último, está enamorado de una humilde costurera, cliente de la tienda.

## Premios

### Festival de Televisión de Montecarlo
| Año  | Categoría              | Persona      | Premio       | Resultado |
| ---- | ---------------------- | ------------ | ------------ | --------- |
| 2004 | Mejor actriz principal | Carmen Maura | Ninfa de oro | Ganadora  |

### Premios de la Academia de las Ciencias y las Artes de Televisión
| Año  | Categoría                      | Persona              | Resultado |
| ---- | ------------------------------ | -------------------- | --------- |
| 2005 | Mejor película para televisión |                      | Ganadora  |
| 2004 | Mejor fotografía e iluminación | Julio Madurga        | Candidata |
| 2004 | Mejor dirección                | José Antonio Escrivá | Candidata |
| 2004 | Mejor producción               |                      | Candidata |